# Умбри

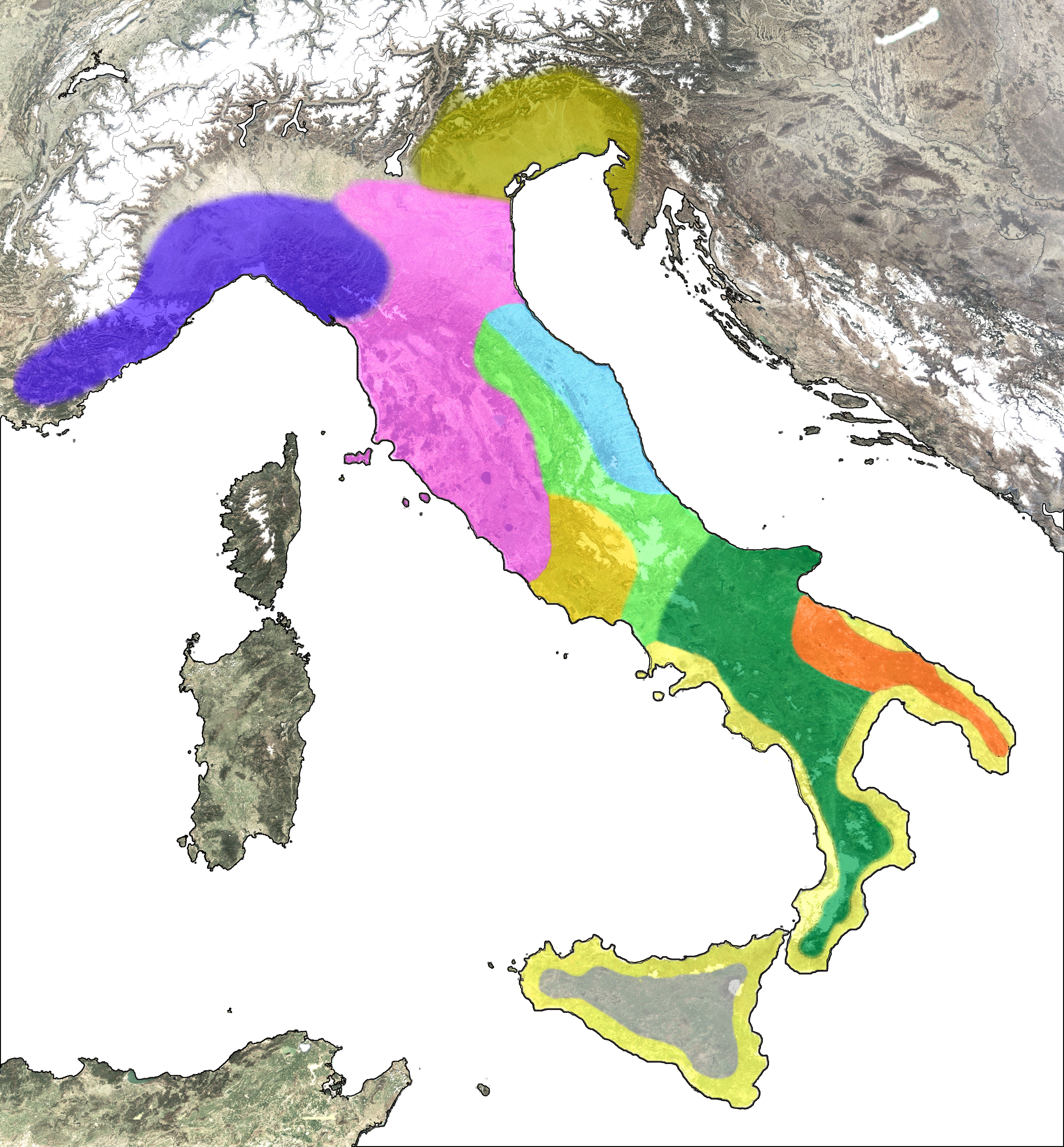
Етнічні групи народів на італійському півострові на початку залізної доби.
Лігури
Венеди
Етруски
Піцени
Умбри
Латини
Самніти
Мессапи
Греки

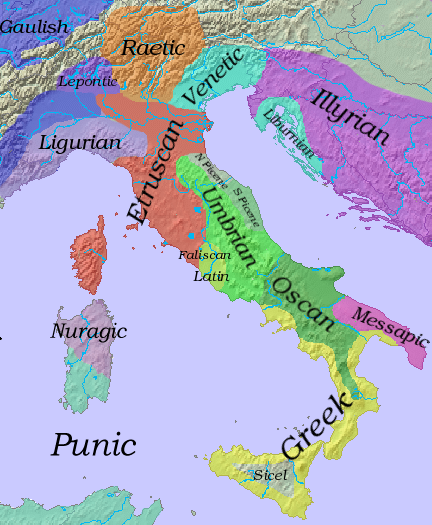

Умбри (італ. Umbri) — народ італьської мовної групи (італіки) початку І тисячоліття до н. е., мова якого перебувала у найближчому спорідненні з сабінською, латинською й оскською мовами.
Умбри заснували міста-держави Амерія (Ameria, зараз Амелія), Арімінум (Ariminum, зараз Ріміні), Асізій (Asisium, зараз Ассізі), Ігувій (Iguvium, зараз Губбіо), Інтерамна (Interamna, зараз Терні), Перузія (Perusia, зараз Перуджа) та Сполецій (Spoletium, зараз Сполето). Були під впливом етрусків і під час Самнітських воєн виступають проти Риму. Однак після поразки у 308 році до н. е. у битві при Меванії (Mevania) попадають під панування Риму та романізуються.
Один з відомих умбрів — Тит Макцій Плавт, видатний римський діяч театру, автор численних комедій.
Народ умбрів дав назву регіону сучасної Італії — Умбрія.